# ادگار دیرینگ
ادگار دیرینگ (انگلیسی: Edgar Dearing؛  ‏۴ مهٔ ۱۸۹۳ – ۱۷ اوت ۱۹۷۴) بازیگر اهل ایالات متحده آمریکا بود. وی بین سال‌های ۱۹۲۴ تا ۱۹۶۴ میلادی فعالیت می‌کرد.

## فیلمشناسی
- آیا لازم است مردان بلندقد ازدواج کنند؟ (۱۹۲۴)
- خبر مهم و جالب (۱۹۲۶)
- آیا لازم است مردان پیاده به منزل بروند؟ (۱۹۲۷)
- دلیل علاقه دخترها به ملوانان (۱۹۲۷)
- دو ملوان (۱۹۲۸)
- ولشون کن بخندن (۱۹۲۸)
- چرندیات (۱۹۳۲)
- گشت نیمه‌شب (۱۹۳۳)
- کلئوپاترا (۱۹۳۴)
- اسکیمو (فیلم) (۱۹۳۴)
- حقیقت تلخ (۱۹۳۷)
- به شکار ارواح می‌رویم (۱۹۴۲)
- خیابان اسکارلت (۱۹۴۵)
- زن اسقف (۱۹۴۷)
- سامسون و دلیله (۱۹۴۹)
- رتیل (۱۹۵۵)
- پولیانا (۱۹۶۰)